# Luboń Wielki
Der Luboń Wielki ist ein 1022 m hoher Berg in den Inselbeskiden in der Woiwodschaft Kleinpolen in Polen. Der Berg liegt nördlich der Stadt Rabka-Zdrój an der Grenze des Powiat Limanowski zum Powiat Nowotarski und zum Powiat Suski an dem 11,8 ha großen Naturschutzgebiet Rezerwat przyrody Luboń Wielki, das sich durch seine Blockhalden auszeichnet.

## Zugang

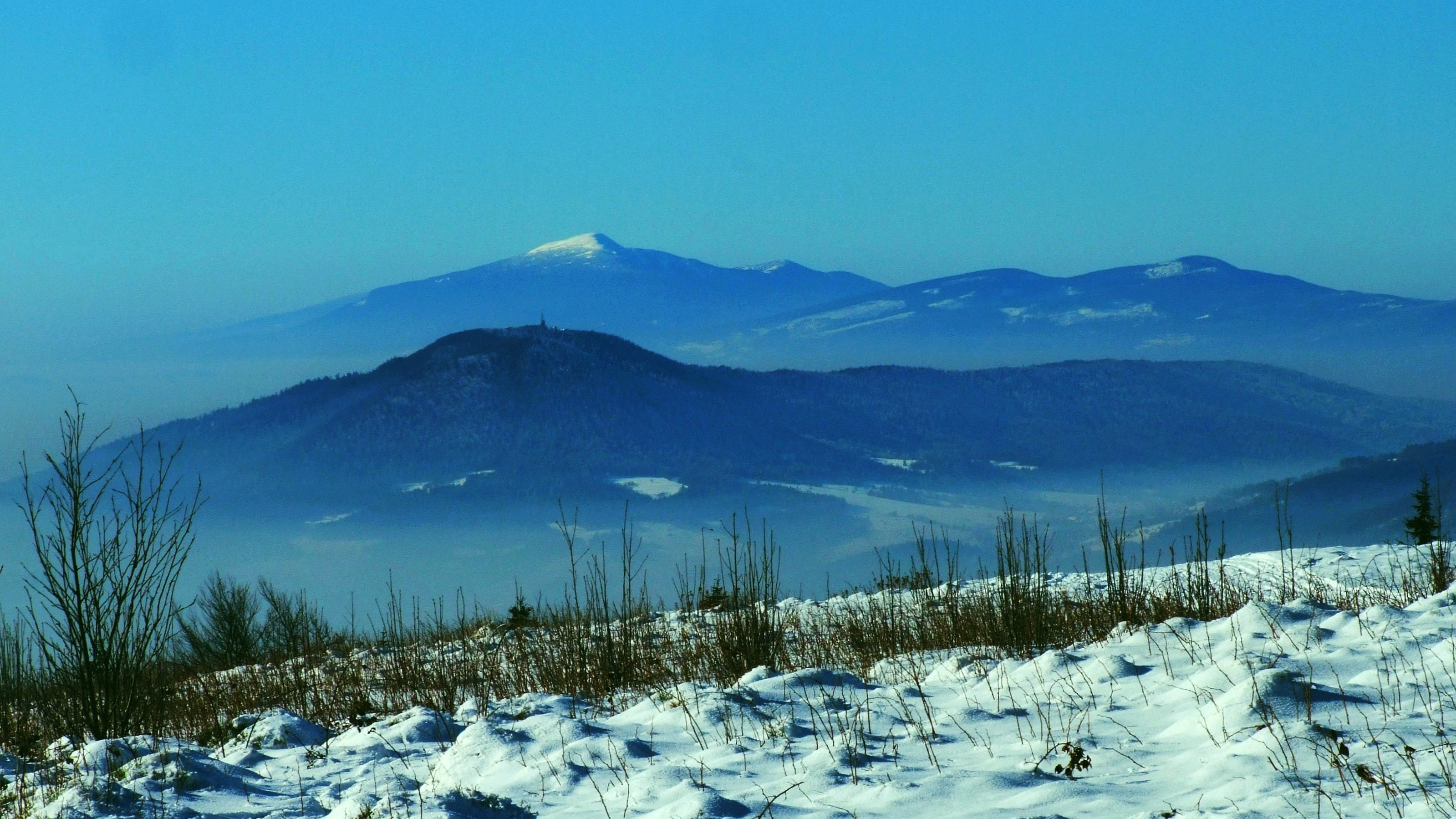
Luboń Wielki mit Babia Góra im Hintergrund, aufgenommen vom Ćwilin
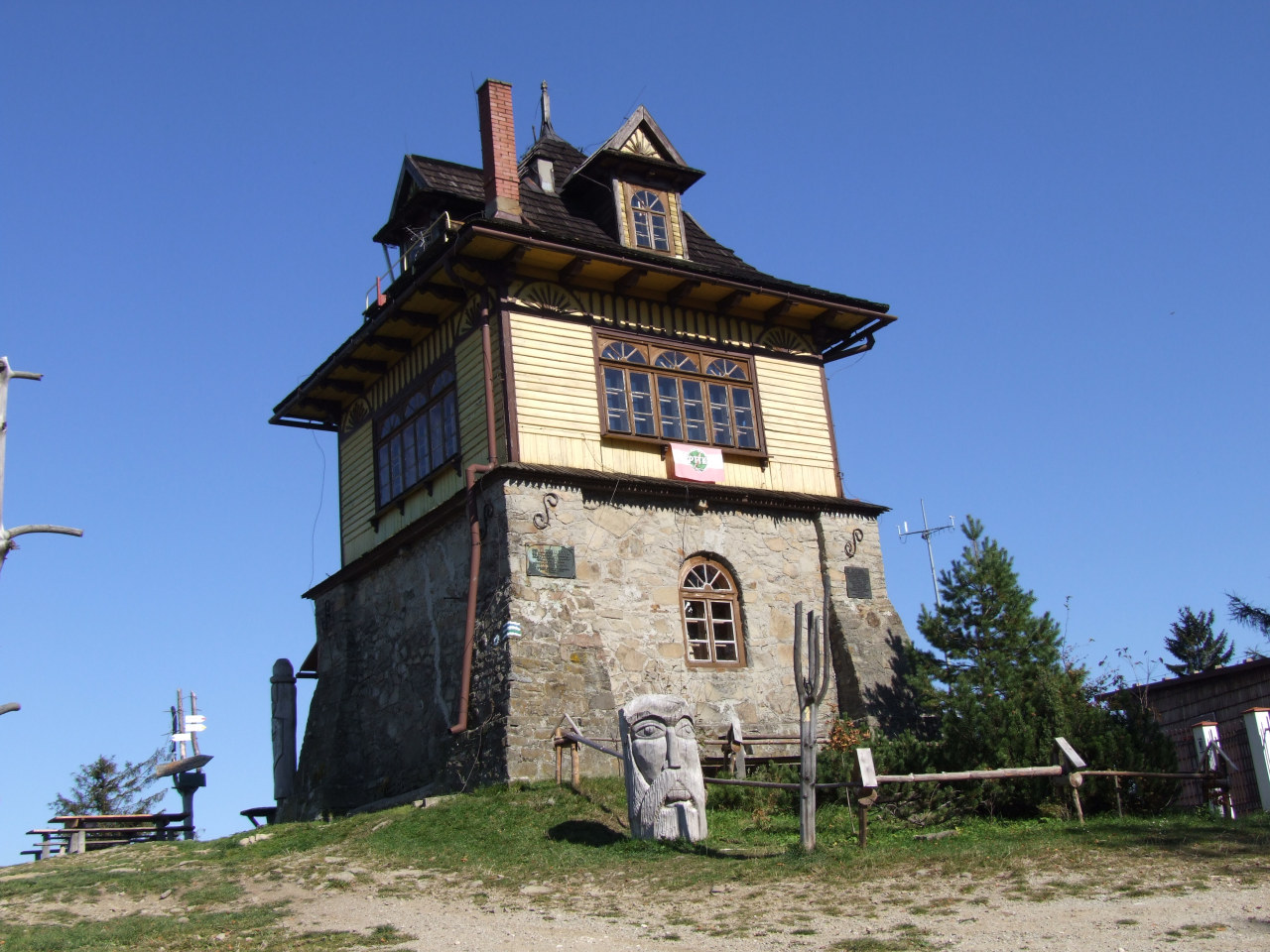
Das Berghaus

Der Luboń Wielki ist ein populäres Wanderziel. Auf dem Berg stehen ein 1931 errichtetes, denkmalgeschütztes Berghaus (schronisko) sowie ein Sendeturm. Auf ihn führen fünf markierte Wege, darunter der Fernwanderweg Mały Szlak Beskidzki (rote Markierung).